# Requienia
Requienia là một chi thực vật có hoa trong họ Đậu.